# Lac de Bettaniella
Le lac de Bettaniella est un lac situé à 2 321 mètres d'altitude qui fait partie du massif du Monte Rotondo, qui le surplombe de 300 mètres. C'est un lac corse d'origine glaciaire. Son émissaire est le ravin de Monte Rotondo qui conflue avec le ruisseau de Manganello à la côte 1 350. 

## Présentation

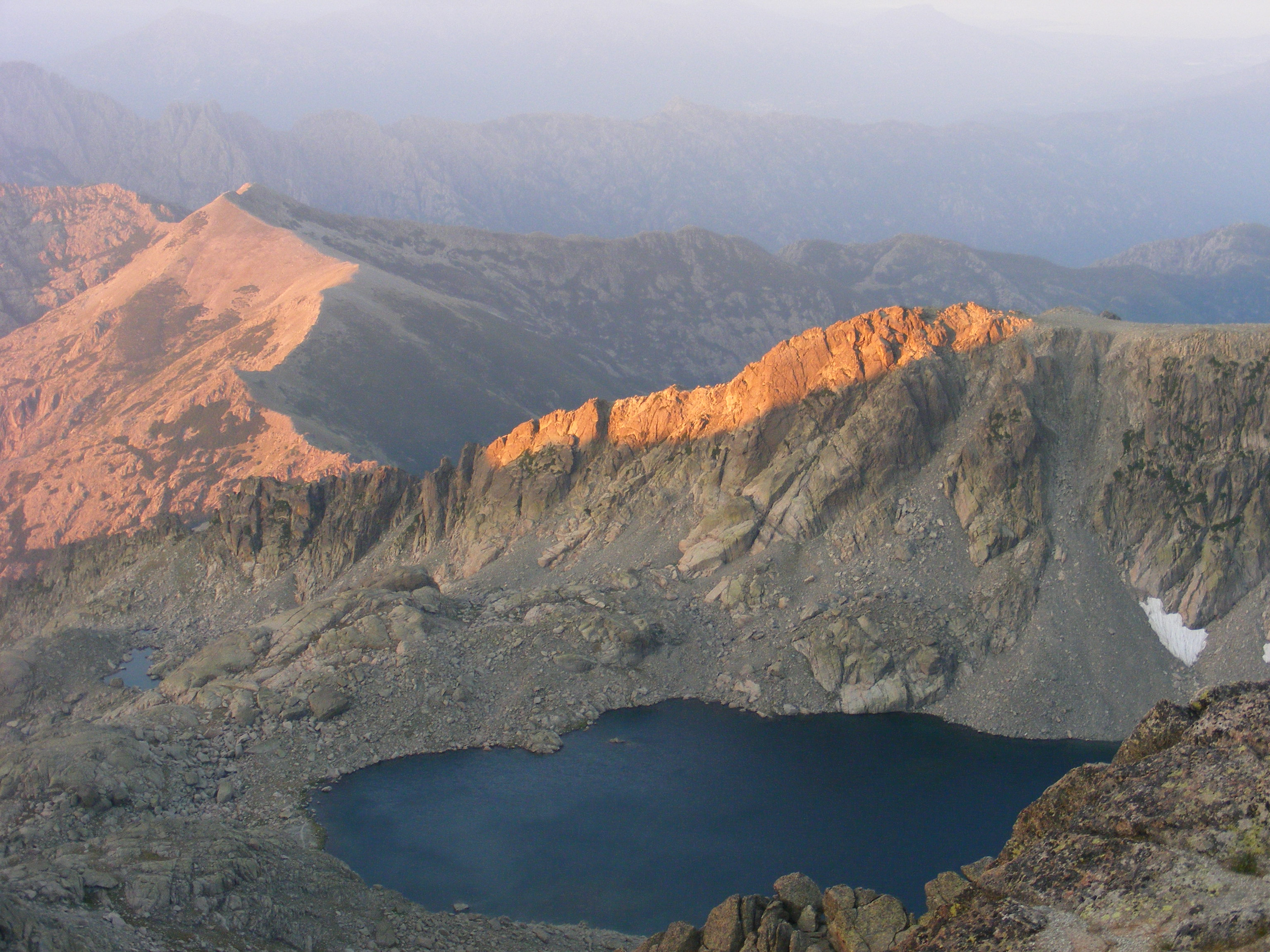
Lac de Bettaniella vu un matin depuis le sommet du Monte Rotondo.

Le lac de Bettaniella, ou lac du Rotondo, du nom de la montagne, est le plus grand lac naturel de Corse (425 mètres de long et 225 mètres de large). C'est aussi le second pour la profondeur, juste derrière le lac de Capitellu.
C'est un lac d'origine glaciaire, il est exposé Sud-Est avec une durée de gel qui est de l'ordre de 7 mois environ.

## Toponymie
Le lac de Bettaniella est nommé Lavu Bellebone sur les cartes de l'IGN, du nom des bergeries de Belle e Buone situées sur le versant sud de la Punta alle Porte. Il apparaît en revanche sous son appellation correcte dans divers rapports scientifiques datés du début du XXe siècle ,.
Nommé en corse lavu à a Vetta Niella, le toponyme fait directement référence à la Vetta Niella, littéralement « crête noire », désignant l'arête qui domine la rive sud-ouest du lac, et se distingue par les teintes sombres de ses falaises.